# Liste der Johannes-Nepomuk-Darstellungen im Bezirk Mödling
Der 1729 heiliggesprochene Johannes Nepomuk gilt nach Maria und Josef als der am dritthäufigsten dargestellte Heilige in Österreich. An zahlreichen Standorten gibt es Johannes-Nepomuk-Darstellungen im niederösterreichischen Bezirk Mödling.
Erst nach Böhmen, aber noch vor dessen Selig- oder Heiligsprechung, setzte in Niederösterreich jene Verehrung Johannes Nepomuks ein, die sich in Form von Statuen und Bildern dokumentiert.

## Standorte
| Foto |                 | Objekt                        | Standort               | Künstler | Baujahr | Beschreibung |
| ---- | --------------- | ----------------------------- | ---------------------- | -------- | ------- | --- |
| ja   | Datei hochladen | Statue Johannes Nepomuk       | Achau ·                |          |         | Bei der steinernen Brücke beim Schlossplatz in Achau über den Mödlingbach stehen einander zwei Johannes-Nepomuk-Statuen aus der zweiten Hälfte des 18. Jahrhunderts gegenüber. Die Brücke mit den beiden Statuen steht unter Denkmalschutz (Listeneintrag). |
| ja   | Datei hochladen | Statue Johannes Nepomuk       | Achau ·                |          |         | Bei der steinernen Brücke beim Schlossplatz in Achau über den Mödlingbach stehen einander zwei Johannes-Nepomuk-Statuen aus der zweiten Hälfte des 18. Jahrhunderts gegenüber. Die Brücke mit den beiden Statuen steht unter Denkmalschutz (Listeneintrag). |
| ja   | Datei hochladen | Statue Johannes Nepomuk       | Breitenfurt bei Wien · |          |         | An der dem heiligen Johannes Nepomuk geweihten Pfarrkirche von Breitenfurt bei Wien, der zwischen 1714 und 1724 von Anton Erhard Martinelli errichteten ehemaligen Schlosskapelle, befindet sich als Fassadenfigur eine Darstellung des Heiligen. Die Kirche steht unter Denkmalschutz (Listeneintrag). |
| BW   | Datei hochladen | Gemälde Johannes Nepomuk      | Breitenfurt bei Wien · |          |         | Das Altarbild des Hochaltars der Pfarrkirche von Breitenfurt bei Wien zeigt den Almosen verteilenden Heiligen und wird ebenso wie die Fresken in der Kuppel, welche die Apotheose des Johannes Nepomuk darstellen, Daniel Gran zugeschrieben. Grisaillemalereien stellen Szenen aus dem Leben Johannes Nepomuks dar, so etwa „Die Beichte der Königin“, „Johannes Nepomuk vor König Wenzel“ und „Sturz des Johannes Nepomuk in die Moldau“. Die Kirche steht unter Denkmalschutz (Listeneintrag). |
| ja   | Datei hochladen | Statue Johannes Nepomuk       | Breitenfurt bei Wien · |          |         | In der Stelzenbergstraße befindet sich eine Wegkapelle mit einer Statue Johannes Nepomuks. Diese wird Giovanni Giuliani zugeschrieben. |
| ja   | Datei hochladen | Statue Johannes Nepomuk       | Brunn am Gebirge ·     |          |         | Im Hof eines Hauses in Brunn am Gebirge (Gliedererhof, Leopold Gattringer-Straße 34) steht eine Statue Johannes Nepomuks aus der ersten Hälfte des 18. Jahrhunderts mit dem Marktwappen. |
| ja   | Datei hochladen | Statue Johannes Nepomuk       | Gaaden ·               |          |         | In der Pfarrkirche von Gaaden befindet sich eine Gegenkanzel mit einer Statue Johannes Nepomuks aus der ersten Hälfte des 18. Jahrhunderts. |
| ja   | Datei hochladen | Statue Johannes Nepomuk       | Gaaden ·               |          |         | Am nordöstlichen Ortsrand von Gaaden steht am Mödlingbach eine Johannes Nepomuk geweihte Kapelle aus der zweiten Hälfte des 18. Jahrhunderts. |
| ja   | Datei hochladen | Statue Johannes Nepomuk       | Gumpoldskirchen ·      |          |         | Auf der aus Stein gebauten Brücke über den Wehrgraben von Gumpoldskirchen steht eine Statue Johannes Nepomuks aus der ersten Hälfte des 18. Jahrhunderts. |
| ja   | Datei hochladen | Statue Johannes Nepomuk       | Gumpoldskirchen ·      |          |         | In der Wiener Straße in Gumpoldskirchen steht eine Statue Johannes Nepomuks aus der ersten Hälfte des 18. Jahrhunderts. |
| BW   | Datei hochladen | Statue Johannes Nepomuk       | Guntramsdorf ·         |          |         | Auf dem Kirchenplatz von Guntramsdorf befindet sich auf der Brüstung der Pestsäule eine Darstellung Johannes Nepomuks. |
| ja   | Datei hochladen | Nischenfigur Johannes Nepomuk | Guntramsdorf ·         |          |         | In einer Nische des Hauses Hauptstraße 61 befindet sich eine Statue Johannes Nepomuks aus dem ersten Viertel des 18. Jahrhunderts. |
| ja   | Datei hochladen | Statue Johannes Nepomuk       | Guntramsdorf ·         |          |         | Bei der Brücke über den Mühlbach im Zuge der Laxenburger Straße in Guntramsdorf steht eine Johannes Nepomuk geweihte Kapelle aus der zweiten Hälfte des 19. Jahrhunderts mit einer von lebensgroßen Engeln gestützten Statue Johannes Nepomuks. |
|      | Datei hochladen | Statue Johannes Nepomuk       | Hennersdorf            |          |         | Im Oratorium der Pfarrkirche von Hennersdorf befindet sich eine Statue Johannes Nepomuks aus dem 18. Jahrhundert. |
| ja   | Datei hochladen | Statue Johannes Nepomuk       | Hinterbrühl ·          |          |         | Die Johannes-Nepomuk-Statue steht gegenüber der Pfarrkirche von Hinterbrühl an der Mödlingbachbrücke. |
|      | Datei hochladen | Statue Johannes Nepomuk       | Kaltenleutgeben        |          |         | Im Langhaus der Pfarrkirche von Kaltenleutgeben steht eine von Putti flankierte Statue Johannes Nepomuks aus der ersten Hälfte des 18. Jahrhunderts. |
| ja   | Datei hochladen | Statue Johannes Nepomuk       | Laab im Walde ·        |          |         | Bei der Kirche von Laab im Walde steht eine Statue Johannes Nepomuks aus der ersten Hälfte des 18. Jahrhunderts. Diese wurde vom Kärntner Tor in Wien hierher übertragen. |
| ja   | Datei hochladen | Statue Johannes Nepomuk       | Laxenburg ·            |          |         | Auf dem Johannesplatz in Laxenburg steht eine Statue Johannes Nepomuks aus dem ersten Viertel des 18. Jahrhunderts. |
| ja   | Datei hochladen | Statue Johannes Nepomuk       | Laxenburg ·            |          |         | In einer Nischenkapelle im Haus Wiener Straße 8 befindet sich eine Statue Johannes Nepomuks aus dem zweiten Viertel des 18. Jahrhunderts. |
| ja   | Datei hochladen | Statue Johannes Nepomuk       | Maria Enzersdorf ·     |          |         | Im Vorhof der Pfarrkirche von Maria Enzersdorf steht die Figurengruppe Gekreuzigter. Auf deren rechter Seite befindet sich eine Darstellung Johannes Nepomuks aus der ersten Hälfte des 18. Jahrhunderts. |
| BW   | Datei hochladen | Statue Johannes Nepomuk       | Maria Enzersdorf ·     |          |         | Im Stiegenhaus des so genannten Romantikerhauses in Maria Enzersdorf befindet sich eine Figur Johannes Nepomuks aus dem zweiten Viertel des 18. Jahrhunderts. |
| ja   | Datei hochladen | Gemälde Johannes Nepomuk      | Mödling ·              |          |         | Auf der linken Seite der Pfarrkirche von Mödling befindet sich auf dem Johannes-Nepomuk-Altar ein Gemälde von Peter Brandl aus dem Jahr 1725, das den Heiligen bei der Almosenspende zeigt. |
| ja   | Datei hochladen | Statue Johannes Nepomuk       | Mödling ·              |          |         | Auf dem Platz vor der Pfarrkirche von Mödling steht eine Statue Johannes Nepomuks aus dem Jahr 1718. |
| ja   | Datei hochladen | Statue Johannes Nepomuk       | Mödling ·              |          |         | In der Spitalmühlgasse steht bei der Brücke über den Mödlingbach eine Statue Johannes Nepomuks aus dem ersten Viertel des 18. Jahrhunderts. |
| ja   | Datei hochladen | Statue Johannes Nepomuk       | Mödling ·              |          |         | In der Babenbergerstraße in Mödling steht bei der Brücke über den Mödlingbach eine Statue Johannes Nepomuks aus dem zweiten Viertel des 18. Jahrhunderts. |
| ja   | Datei hochladen | Statue Johannes Nepomuk       | Mödling ·              |          |         | In der Eisentorgasse in Mödling steht bei der Brücke über den Mödlingbach eine Statue Johannes Nepomuks aus der ersten Hälfte des 18. Jahrhunderts. |
| ja   | Datei hochladen | Statue Johannes Nepomuk       | Münchendorf ·          |          |         | In der Pfarrkirche von Münchendorf befindet sich eine Statue Johannes Nepomuks aus der zweiten Hälfte des 18. Jahrhunderts. |
|      | Datei hochladen | Statue Johannes Nepomuk       | Perchtoldsdorf         |          |         | Im Nordschiff der Pfarrkirche von Perchtoldsdorf befinden sich Kirchenbänke mit einer barocken Figur Johannes Nepomuks und auf dem Beichtstuhl befindet sich eine Aufsatzfigur des Heiligen. |
| ja   | Datei hochladen | Statue Johannes Nepomuk       | Perchtoldsdorf ·       |          |         | Auf der aus den Jahren 1713/1714 stammenden Dreifaltigkeitssäule von Perchtoldsdorf befindet sich unter den Brüstungsfiguren auf der Balustrade auch eine Darstellung Johannes Nepomuks. |
| ja   | Datei hochladen | Nischenfigur Johannes Nepomuk | Perchtoldsdorf ·       |          |         | In einem Haus in der Hochstraße nahe dem Marktplatz von Perchtoldsdorf befindet sich eine Nische mit einer aus Johannes Nepomuk und einem Schergen bestehenden Figurengruppe, die den Brückensturz darstellt. Der Brückenheilige bewachte die Brücke über den Aubach. Bei der Verrohrung des Baches wurde die Brücke abgerissen. An dieser Stelle steht das heutige Haus. Nepomuk wurde anlässlich des Thronjubiläums im Jahr 1898 an seinen heutigen Platz versetzt.                             |
| ja   | Datei hochladen | Statue Johannes Nepomuk       | Perchtoldsdorf ·       |          |         | Das Haus Hochstraße 135 in Perchtoldsdorf verfügt über eine Umfassungsmauer mit einer Statue Johannes Nepomuks aus dem 18. Jahrhundert. |
| ja   | Datei hochladen | Nischenfigur Johannes Nepomuk | Perchtoldsdorf ·       |          |         | Das „Haus beim Wiener Tor“ in der Wiener Gasse in Perchtoldsdorf besitzt an der Fassade eine Rundbogennische mit einer Figur Johannes Nepomuks. |
| ja   | Datei hochladen | Statue Johannes Nepomuk       | Perchtoldsdorf ·       |          |         | Beim Haus Wiener Gasse 109 steht eine Statue Johannes Nepomuks aus der ersten Hälfte des 18. Jahrhunderts. |
|      | Datei hochladen | Statue Johannes Nepomuk       | Sulz im Wienerwald     |          |         | Am Chor der Pfarrkirche von Sulz im Wienerwald befindet sich eine Statue Johannes Nepomuks. |
|      | Datei hochladen | Statue Johannes Nepomuk       | Vösendorf              |          |         | Im Langhaus der Pfarrkirche von Vösendorf befinden sich zwei Konsolfiguren Johannes Nepomuks aus dem Anfang des 18. Jahrhunderts und aus der zweiten Hälfte des 18. Jahrhunderts. |
|      | Datei hochladen | Statue Johannes Nepomuk       | Vösendorf              |          |         | Bei der Brücke über den Petersbach in Vösendorf steht eine Wegkapelle mit einer Statue Johannes Nepomuks aus der zweiten Hälfte des 18. Jahrhunderts. |
|      | Datei hochladen | Statue Johannes Nepomuk       | Vösendorf              |          |         | In Vösendorf steht eine Johannes Nepomuk gewidmete Bildsäule aus der zweiten Hälfte des 18. Jahrhunderts. |
| ja   | Datei hochladen | Statue Johannes Nepomuk       | Vösendorf              |          |         | In der Mauer von Schloss Vösendorf befindet sich eine Nische mit einer Darstellung Johannes Nepomuks aus der zweiten Hälfte des 18. Jahrhunderts. |
| ja   | Datei hochladen | Statue Johannes Nepomuk       | Wiener Neudorf ·       |          |         | Vor dem ehemaligen Herrenhaus auf dem Schloßmühlplatz befindet sich eine mit 1822 datierte Nischenkapelle mit einer Statue Johannes Nepomuks. |